# Оскар Арройо
Оскар Арройо (ісп. Óscar Arroyo, нар. 28 січня 1990, Санта-Ана) — сальвадорський футболіст, воротар клубу «Альянса» та національної збірної Сальвадору.

## Клубна кар'єра
Він розпочав свою футбольну кар'єру в неіснуючому нині клубі «Сан-Сальвадор». У 2008 році, після його розформування, він прийшов до лав клубу ФАС з Прімери Сальвадора, який став його першим професійним клубом і в якому він дебютував в тому ж році. Однак у команді він був запасним воротарем, через що зіграв в цілому лише 23 гри за 7 сезонів з клубом. 
21 травня 2014 року став воротарем клубу «Альянса», де відразу став основним гравцем і з яким виграв Апертуру 2015. Наразі встиг відіграти за команду із Сан-Сальвадора 102 матчі в національному чемпіонаті.

## Виступи за збірну
18 лютого 2016 року дебютував в офіційних матчах у складі національної збірної Сальвадору в товариському матчі проти збірної Панами. 
У складі збірної був учасником розіграшу Золотого кубка КОНКАКАФ 2015 року у США і Канаді та розіграшу Золотого кубка КОНКАКАФ 2017 року у США.
Наразі провів у формі головної команди країни 5 матчів.

## Досягнення
- Чемпіон Сальвадору: Апертура 2015